# Giampiero Rigosi
Giampiero Rigosi (né le 11 mars 1962 à Bologne dans la région de l'Émilie-Romagne) est un écrivain et un scénariste italien, auteur de roman policier, principalement connu en France pour son roman policier humoristique Bus de nuit.

## Biographie
Il fait des études supérieures et décroche un diplôme en philosophie.
Il exerce ensuite de nombreux métiers (conducteur de bus, chauffeur routier, ambulancier, pompiste ...) avant de s’orienter vers l’écriture. Il publie en 1995 un premier roman policier intitulé Dove finisce il sentiero, traduit sous le titre Où finit le sentier ? en 2000. Il écrit deux nouveaux romans, puis signe un guide touristique sur la région de Bologne et un ouvrage à l’attention de la jeunesse, Transilvania, pour le compte des éditions Walt Disney.
Notturno bus, son quatrième roman et sa seconde traduction en langue française, écrit en collaboration avec Guido Leotta, est un excellent récit humoristique, habile mélange d’humour noir et de comédie à l’italienne, où un vieux chauffeur de bus endetté par le poker rencontre une jeune voleuse ayant la pègre italienne à ses trousses. Publié à la Série noire en 2004, sous le titre Bus de nuit, il est adapté au cinéma par Davide Marengo en 2007 sous le même titre, avec Giovanna Mezzogiorno et Valerio Mastandrea dans les rôles principaux.
Comme scénariste, il collabore à l’écriture de plusieurs épisodes pour des séries policières italiennes et participe à l'écriture commune de cinq scénarios pour le cinéma. En 2006, il participe à l'émission Milonga Station, aux côtés notamment des auteurs Simona Vinci et Carlo Lucarelli. 

## Œuvre

### Romans
- Dove finisce il sentiero (1995) Publié en français sous le titre Où finit le sentier ?, traduction de Michel Beynet, Paris, Tram’éditions, 2000.
- Come le nuvole sopra Veracruz (1998)
- Lola a caccia (1999)
- Notturno bus (2000), en collaboration avec Guido Leotta Publié en français sous le titre Bus de nuit, traduction d’Arlette Lauterbach, Paris, Série noire no 2708, 2004.
- Piano Delta (2001)
- L'ora dell'incontro (2007)

### Ouvrage delittérature d'enfance et de jeunesse
- Transilvania (1999)

### Recueils de nouvelles
- Chiappe da apache (1996)
- Ma il cielo è proprio bello però (1999)

### Nouvelles isolées
- No smoking (2001)
- Appuntamento (2004)
- Alfama (2006)

### Autre publication
- Itinerario di Bologna - Arte e filosofia sotto i portici (1999)

## Filmographie

### Comme scénariste

#### Au cinéma
- 2002 : L'Âme en jeu (Prendimi l'anima), film italien réalisé par Roberto Faenza d’après le roman Journal d'une symétrie secrète d’Aldo Carotenuto.
- 2007 : Bus de nuit (Notturno bus), film italien réalisé par Davide Marengo, avec Giovanna Mezzogiorno et Valerio Mastandrea.
- 2009 : La valle delle ombre, film suisse réalisé par Mihály Györik.
- 2012 : Paura 3D, film italien réalisé par Antonio Manetti et Marco Manetti.
- 2012 : L'Isola dell'angelo caputo, film italien réalisé par Carlo Lucarelli.

#### À la télévision
- 2000 : Giovanna, commissaire (Distretto di Polizia) (Série TV)
- 2000 – 2009 : L’Ispettore Coliandro (Série TV)
- 2006 – 2010 : Crimini (Série TV)
- 2006 : Milonga Station (émission)